# Guerre des Goths (377-382)
Pour un article plus général, voir Guerre des Goths.
Batailles
Bataille de Marcianopolis · Bataille des Saules · Bataille de Dibaltum · Bataille d'Andrinople (378)
La guerre des Goths (377-382) est un conflit opposant les Goths à l'Empire romain d'Orient. Il est considéré par certains historiens comme responsable de la cascade d'évènements qui mèneront à la chute de l'Empire romain d'Occident.
Le conflit débute après l'échec de la tentative d'installation sur le territoire de l'Empire romain de plusieurs dizaines de milliers d'immigrants Tervinges fuyant l'avancée des Huns en Europe centrale. Après avoir reçu l'autorisation de l'Empereur romain d'Orient Valens de traverser le Danube, les Goths sont installés dans des camps de réfugiés dans le Nord des Balkans, où ils subissent de mauvais traitements de la part des autorités romaines. Après le déclenchement d'une mutinerie parmi les réfugiés à l'hiver 376-377, les garnisons locales se montrent incapables de rétablir l'ordre et d'empêcher le pillage de la province de Thrace.
Les armées romaines dépêchées sur place à partir de la fin de l'été 377 échouent également à vaincre les Goths, qui sont renforcés par l'arrivée de renforts issus d'autres peuples barbares comme les Greuthunges, les Alains et les Huns. L'échec des Romains culmine lors de la bataille d'Andrinople, survenue le 9 août 378, qui se solde par une lourde défaite pour l'armée de l'Empire romain d'Orient et par la mort de l'empereur Valens. 
Son successeur, Théodose Ier, prend la tête des opérations militaires en Thrace et en Macédoine. Après trois années de campagne marquées par l'absence de victoire décisive, il conclut un traité de paix avec les Goths 3 octobre 382, les autorisant à s'installer en tant que fédérés dans les provinces de Mésie et de Thrace.

## Contexte

### L'Empire romain d'Orient
En 377, l'empereur Valens règne depuis 13 ans sur la partie orientale de l'Empire. Il est peu populaire parmi ses sujets. L'année suivant sa désignation comme co-empereur par son frère Valentinien Ier, en 365, il doit faire face à la tentative d'usurpation de Procope. Ce descendant de Constantin Ier et cousin de l'empereur Julien, adepte du paganisme, est soutenu par les élites de Constantinople et par une partie de l'armée. Abandonné par ses généraux et battu à Thyateira par les forces de Valens, Procope est exécuté le 27 mai 366. Durant le reste de son règne, Valens est en butte à l'hostilité des chrétiens nicéens qui lui reprochent sa foi homéenne - une forme d'arianisme modéré professée par Constance II - et sa politique répressive à leur égard.
En dépit de sa carrière militaire peu brillante avant son accession au trône, Valens s'est vu confier par son frère la garde des provinces orientales, toujours sous la menace de la Perse sassanide. Un an plus tôt, en 363, son prédécesseur l'empereur Jovien s'est résigné à signer un traité de paix humiliant avec le roi Chapour II au terme de la campagne de Julien en Perse ; son issue désastreuse ayant laissé l'armée romaine isolée et vulnérable au cœur du territoire ennemi après la mort de l'empereur Julien lors de la bataille de Samarra en juin 363. Le traité, qui comprend notamment l'abandon du protectorat romain sur l'Arménie et l'abandon de plusieurs forteresses frontalières, a débouché sur une paix précaire entre l'Empire romain et la Perse.
À partir de 371, Valens réside de manière presque constante à Antioche, à proximité des frontières orientales de l'Empire pour faire face à la reprise des tensions avec la Perse. En 371, il réagit aux incursions de l'armée perse sur le territoire romain en envoyant ses généraux Trajan et Vadomar aux frontières - qui concluent une nouvelle trêve avec Chapour II l'année suivante sans avoir engagé le combat contre les Perses. En 374, Valens fait assassiner le roi Pap d'Arménie après que ce dernier ait remis en cause son alliance avec les Romains. Dans le même temps, l'empereur doit aussi faire face à diverses révoltes en Anatolie et au Proche-Orient. L'armée romaine doit ainsi intervenir en 375 en Isaurie pour mater une révolte locale, et en 377 pour mettre fin à la rébellion de la reine des Tanukhides, Mavia.
Au commencement des événements menant à la guerre des Goths, l'armée de Valens est ainsi principalement déployée sur les frontières orientales. L'empereur, qui doit faire face à des difficultés de recrutement pour ses troupes, voit favorablement la possibilité de renforcer son armée grâce à l'arrivée de nouveaux soldats d'origine germanique,.

### L'Empire romain d'Occident
Après la mort de l'empereur Valentinien Ier en 375, l'Empire romain d'Occident est dirigé par l'empereur Gratien, âgé de 16 ans. Élevé par le poète Ausone, Gratien montre de grandes qualités intellectuelles mais peu d'attrait pour la vie militaire. Le jeune empereur est confronté à des intrigues à la cour qui affaiblissent son autorité et le placent dans une situation instable. L'année même de son accession au trône, le 22 novembre 375, plusieurs généraux et hauts fonctionnaires parmi lesquels le magister militum Mérobaud, le consul Sextus Claudius Petronius Probus et l'oncle de Gratien, Cerealis, désignent comme co-empereur son demi-frère Valentinien II, âgé de 4 ans, à Aquincum (aujourd'hui Budapest) - sans avoir consulté Gratien au préalable. Cette désignation pourrait avoir eu pour objet d'étouffer une tentative de soulèvement de l'armée, qui manifeste peu d'enthousiasme pour son nouvel empereur,.
Les troupes de l'Empire romain d'Occident sont positionnées sur la frontière rhénane pour faire face à des incursions de peuples germaniques, notamment alliées aux Alamans. Ces derniers, qui cherchent à étendre leur territoire, représentent une menace constante pour la sécurité de la Gaule depuis le milieu du IVe siècle. À partir de 355, le César Julien mène quatre campagnes dans l'Est de la Gaule et au-delà du Rhin pour rétablir la situation. Ces campagnes sont marquées par la victoire décisive remportée lors de la bataille d'Argentoratum en 357, et aboutissent en 360 à la signature d'un traité de paix. La mort de Julien en 363 provoque la remise en cause du traité et de nouvelles incursions en Gaule en 364. L'année suivante, Valentinien Ier se rend lui-même en Gaule avec l'armée, mais doit aussi faire face dans le même temps à la coalition barbare de 368 qui cherche à envahir la province de Bretagne, et le force à dégarnir ses troupes sur le Rhin. Une expédition punitive menée cette même année au-delà du Rhin, en représailles du pillage de Mogontiacum, culmine lors de la bataille de Solicinium.

### Les Goths

#### Un peuple fédéré de Rome
Les Goths Tervinges occupent au début des années 370 un vaste territoire s'étendant du nord du Danube, de la mer Noire jusqu'à la Baltique. Depuis un traité signé en 332 par Constantin Ier, ceux-ci disposent du statut de « fédérés » de l'Empire romain. Les Goths se sont engagés à fournir des troupes auxiliaires à l'Empire et à monter la garde le long de la frontière du Danube en échange de vivres. En 348, certains Goths s'installent en Mésie inférieure et se convertissent au christianisme arien prêché par leur évêque Ulfila.

#### Première campagne de Valens contre les Goths (367-369)
Si les Goths vivent en marge de l'empire, ceux-ci interviennent directement dans la politique romaine. En 367, le roi Athanaric décide notamment de soutenir l'usurpateur Procope contre l'empereur Valens. En 367, une armée gothique de 3 000 hommes traverse ainsi le Danube mais arrive trop tard pour soutenir Procope. Après avoir pillé la Thrace, les Goths sont encerclés par les groupes de Valens qui les forcent à se rendre. 
En représailles, les Romains franchissent le Danube en 367 et en 369 pour mener campagne contre les Goths. Valens soutient militairement le chef de tribun Fritigern, qui lui avait demandé assistance contre le roi Athanaric. En reconnaissance de l'aide apportée par l'empereur, Fritigern se convertit à l'arianisme avec ses troupes. À l'issue de ces campagnes, un nouveau traité de paix est conclu avec les Goths. Celui-ci est moins favorable que le traité de 332, puisqu'il ne prévoit plus la fourniture de vivres de la part des Romains.

#### Arrivée des Huns en Europe centrale
L'avancée des Huns en Europe centrale à la fin du IVe siècle provoque des déplacements parmi les peuples germaniques. Le roi Athanaric se réfugie avec ses troupes sur le plateau de Transylvanie, en abandonnant les plaines agricoles aux Huns. En désaccord avec cette stratégie, les chefs Alaviv et Fritigern décident de chercher refuge dans l'Empire romain. Selon Ammien Marcellin, cette décision serait consécutive à la mort du roi goth Vithimer au combat.

## Le déclenchement de la guerre

### Tentative d'installation des Goths dans l'Empire
À l'été 376, un nombre important de Goths se présente aux frontières de l'Empire sur les rives du Danube, requérant l'asile contre les Huns. Ceux-ci se divisent en deux groupes : les Thervinges, conduits par Fritigern et Alaviv, et les Greuthunges, menés par Alatheus et Saphrax.
Le rhéteur Eunape affirme que leur nombre était supérieur à 200 000 - ce que plusieurs historiens modernes contestent. L'historien britannique et spécialiste des Goths Peter Heather estime ainsi que les Thervinges ne pouvaient compter plus de 10 000 guerriers et 50 000 personnes au total, à l'instar des Greuthunges. Pierre Maraval propose quant à lui le nombre de 90 000 réfugiés, en comptant les femmes et les enfants.

L'empereur Valens, en résidence à Antioche d'où il surveillait le front oriental, accueillit positivement la nouvelle. Selon l'historien et militaire romain Ammien Marcellin, contemporain des événements, la cour impériale vit dans cet afflux de réfugiés une opportunité pour l'armée et pour les finances de l'Empire : 

« L'affaire cause plus de joie que de peur et les courtisans lettrés louèrent sans retenue la bonne fortune du prince qui, depuis les extrémités de la terre, lui apportait à l'improviste des jeunes recrues en si grand nombre que, par l'union de ses propres forces et de ces forces étrangères, il aurait une armée invincible. De surplus, au lieu de la conscription de soldats, à laquelle contribuait annuellement chaque province, il affluerait vers le trésor une énorme quantité d'or. »

Valens accepte les Tervinges, mais refuse les Greuthunges, pour des raisons inconnues. Les Goths Tervinges traversent le Danube, probablement à la hauteur de la forteresse de Durostorum ou dans ses environs, et sont installés dans un premier camp, avant d'être déplacés pour passer l'hiver près de Marcianopolis, où se trouve amp du commandant des armées de campagne en Thrace, le comte Lupicin.

### L'ouverture des hostilités
La dégradation de la situation est généralement imputée par les auteurs antiques à la malhonnêteté des officiers romains sur le terrain, dont le comte Lupicin, qui organisent un système de marché noir lorsque les Goths, passés de l'autre côté de la frontière, se trouvent à court de nourriture. La situation se dégrade d'autant plus à l'hiver 376, après que les Romains refusent aux Goths de s'approvisionner au marché de Marcianopolis. Des troubles éclatent avec la garnison de la ville, alors que Lupicin reçoit les chefs goths au cours d'un banquet. Dans la confusion, les Romains tentent de les assassiner. Ammien Marcellin rapporte le déroulement de ces événements, :

« Après avoir invité Alaviv et Fritigern à un banquet, Lupicin posta des soldats face au gros des troupes barbares et les tint à distance des murailles de la ville. [...] Une grande querelle éclata entre les habitants et ceux qui étaient bloqués dehors ; elle atteint un tel point que le combat devint inévitable. Sur quoi les barbares [...] tuèrent et dépouillèrent un grand nombre de soldats. Quand Lupicin apprit par un message secret ce qui était arrivé, [...] il fit mettre à mort les escortes des deux chefs qui, comme gardes d'honneur et pour assurer leur sécurité, les attendaient devant les quartiers du général. »

Après que Fritigern ait proposé à Lupicin de calmer les Goths et menacé les Romains d'un conflit ouvert, celui-ci est relâché avec les autres chefs Goths et autorisés à rejoindre leurs troupes. Dès le lendemain, les Goths pillent en représailles la région environnant Marcianopolis.  

## Phases de la guerre

### Hiver 376-377: début de la guerre

#### Bataille de Marcianopolis

La guerre des Goths (376-382).

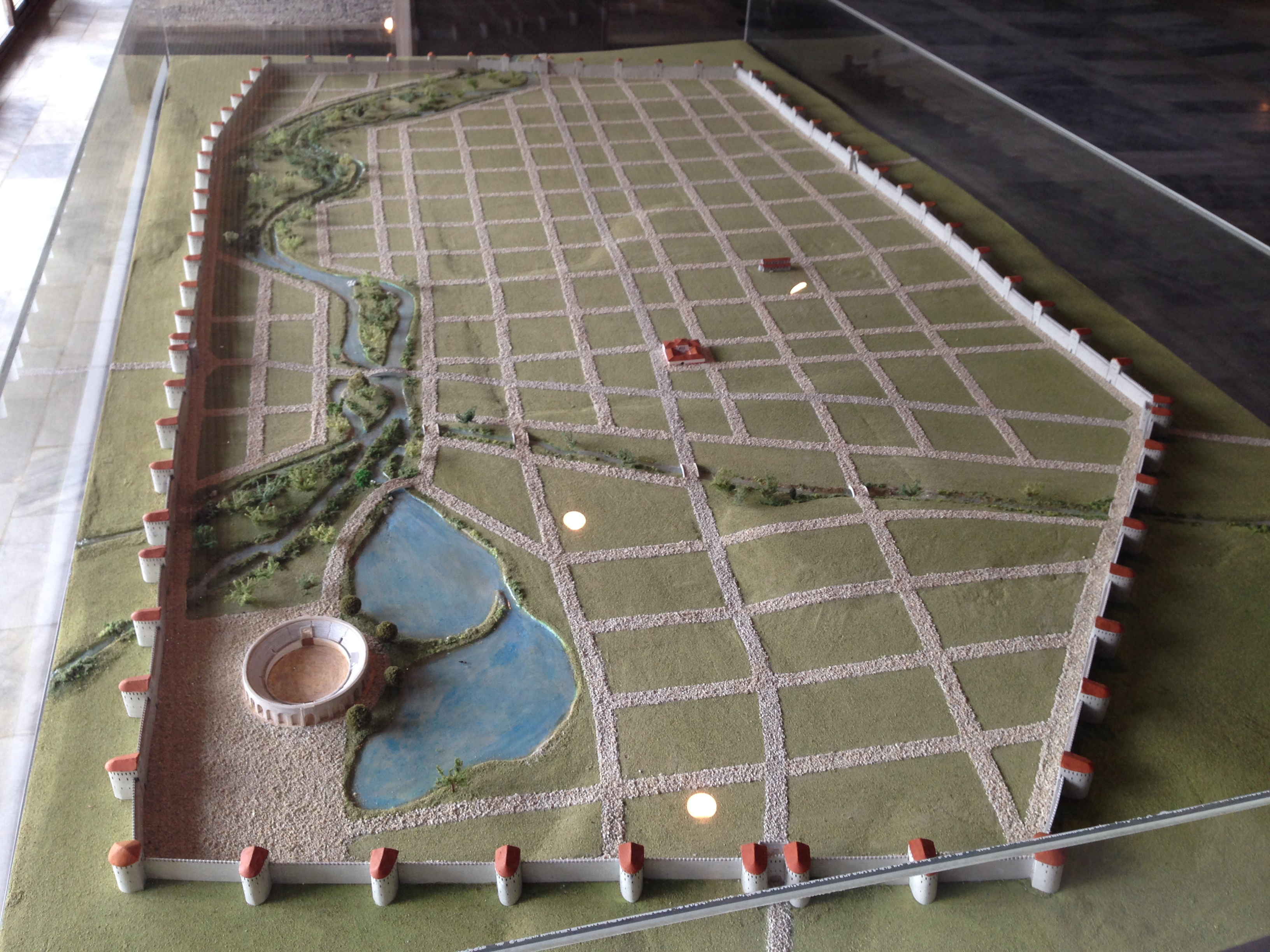
Maquette de la ville romaine fortifiée de Marcianopolis. À l'hiver 376-377, les Goths remportent une première victoire contre l'armée romaine à une quinzaine de kilomètres de la ville.

Après les événements de Marcianopolis, Lupicin rassemble les troupes disponibles de la ville, soit environ 5 000 hommes, et prend la direction du camp gothique situé à une quinzaine de kilomètres de la ville. Faisant face à une armée supérieure en nombre, comptant 7 000 à 8 000 hommes, les Romains adoptent une position défensive. Les Goths lancent immédiatement un assaut général et mettent en fuite les Romains après avoir tué plus de la moitié de leurs soldats. 
Les Goths récupèrent les armes laissées par le champ de la bataille. Accompagnés de leurs familles, les Goths se déplacent quant à eux avec leurs charriots, se dispersant en plusieurs groupes mobiles. 

#### Mutinerie des mercenaires goths d'Andrinople
Après avoir pillé les environs immédiats de Marcianopolis, les Goths de Fritigern se dirigent vers les régions plus riches au Sud des monts Hémus, où se situent plusieurs axes de communication majeurs comme la via Egnatia et la via Militaris ainsi que plusieurs villes importantes. Pour les arrêter, l'empereur Valens compte sur une troupe de mercenaires goths, placée sous le commandement de Suéridas et Colias, et stationnée à 200 kilomètres au sud, à Andrinople. Cependant, après que la nouvelle de la rébellion de Goths soit parvenue dans la ville, des heurts éclatent entre les habitants et les mercenaires. Ceux-ci décident de se retourner contre l'Empire romain. Les Goths pillent les arsenaux impériaux d'Andrinople et s'équipent en armes romaines avant de rejoindre Fritigern.
Les troupes gothiques sont renforcées par la suite par des ouvriers agricoles, des travailleurs des mines impériales et des esclaves en fuite. Leur connaissance de la région permet aux Goths de se diriger vers les villages les plus riches et vers d'abondantes sources de nourriture. 

### 377: envoi de renforts romains en Thrace

#### Mobilisation des forces romaines
Embourbé sur le front oriental, l'empereur Valens envoie le général Victor négocier la paix avec les Perses. Il sollicite l'aide militaire de son neveu Gratien, empereur romain d'Occident. Gratien envoie au secours de l'Empire d'Orient le chef de sa garde du corps, le comte des Domestiques Richomer, à la tête d'une armée modeste constituée selon Ammien Marcellin de quelques « cohortes qui n'en avaient que le nom », issues de l'armée des Gaules,. Le général Mérobaud, veillant à la sécurité du limes rhénan, détourne certaines troupes du détachement afin de les maintenir en Occident. 
Gratien envoie également le duc de Pannonie Frigérid à la tête de ses propres troupes. Celui-ci, quoique chef militaire habile selon Ammien Marcellin, est atteint de goutte, ce qui ralentit sa progression.
L'Empire romain d'Orient a de son côté placé ses meilleures troupes, le comitatus, sur la frontière orientale. L'armée qui combat en Thrace est placée sous le commandement du magister peditum Trajan et de Profuturus et est constituée des légions d'Arménie, au nombre de trois et représentant tout au plus 3 000 hommes selon la Notitia Dignitatum.

#### Théâtre d'opération et tactiques durant l'année 377

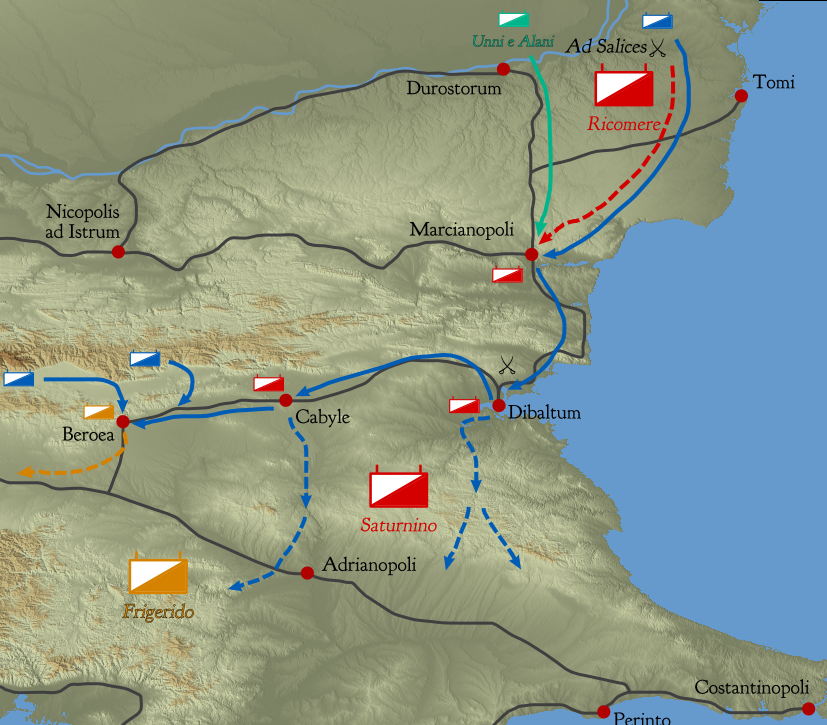
Mouvement des armées romaines et barbares en 377

L'ensemble des opérations militaires après l'arrivée des renforts romains se déroulent dans une zone comprise entre le Danube et le Nord des Balkans, en Thrace, dans une région au relief très ondulé, dont Ammien Marcellin souligne l'importance. Le relief karstique complique en effet la détection des mouvements de troupes adverses, favorise les opérations de défilement et la guérilla au détriment des batailles rangées dans lesquelles les Romains pourraient théoriquement dominer leurs adversaires. De fait, les trois batailles d'ampleur menées au cours de l'année, aux Saules, à Dibaltum et près de Béroia entre Frigérid et Farnobius, sont toutes dues à la « découverte-surprise » de l'ennemi.
Les Goths, peu versés dans l'art de la poliorcétique, renoncent à assiéger des villes et préfèrent agir en ordre dispersé, sans trop s'avancer en territoire romain et en exploitant les ressources du terrain pour se cacher et prendre l'ascendant sur les troupes romaines. Afin de nourrir leurs familles qui les accompagnent dans des charriots, les Goths sont dépendants des ressources disponibles dans la campagne thrace.
Les Romains cherchent quant à eux dans un premier temps à mener une bataille décisive malgré l'infériorité numérique de leurs troupes ; leur nombre réduit ayant probablement été jugé suffisant par les deux empereurs. L'issue indécise de la bataille des Saules et les lourdes pertes subies lors de l'affrontement les amènent à changer de stratégie. Les armées romaines optent alors pour une guerre d'attrition en se repliant dans des sites fortifiés des monts Hémus pour fixer les Goths durant l'hiver dans la campagne dévastée du Nord des Balkans. L'arrivée de renforts du côté des Goths à l'automne force les Romains à changer à nouveau de stratégie. Ceux-ci se replient sur les villes de la région, d'où ils lancent des attaques éclair contre des groupes isolés de Goths, en attendant l'arrivée de Valens pour chercher à nouveau à mener une bataille décisive,.

#### Jonction des deux armées romaines et bataille des Saules (septembre 377)
Après l'arrivée des troupes romaines de Trajan et de Profuturus dans la zone à l'été 377, les Goths remontent au Nord des monts Hémus. Les troupes de l'Empire romain d'Orient cherchent à les y contenir en attendant les renforts de l'Empire d'Occident.
L'armée de Frigérid arrive la première, suivie par celle de Richomer à la fin de l'été. Les armées d'Orient et d'Occident effectuent leur jonction après que ces dernières aient traversé le col du Succi. Malgré leur infériorité numérique, les troupes romaines cherchent à mener une bataille décisive contre les Goths. Après avoir repéré l'armée gothique près de Marcianopolis près du lieu-dit Ad Salices, l'état-major romain décide d'engager l'ennemi par surprise. L'issue de la bataille est indécise et les pertes importantes des deux côtés. Durant plus d'une semaine après l'affrontement, les Goths demeurent retranchés derrière le cercle de leurs chariots.
En réaction, les Romains décident de faire évoluer leur stratégie. Tandis que Richomer retourne en Gaule après la bataille pour chercher des renforts en Occident, l'empereur Valens nomme Flavius Saturninus en tant que commandant temporaire de la cavalerie, pour soutenir le magister peditum Trajan. L'armée romaine fortifie les cols qui traversent les monts Hémus et les routes menant vers le Sud en y installant des troupes de fédérés tanukhides ou saracènes. L'objectif poursuivi par les deux généraux est de bloquer l'avancée de l'armée des Goths entre le Nord des Balkans et le Danube avant l'hiver, pour l'affaiblir en la privant de nourriture. 
À la fin de l'automne, les Goths sont cependant renforcés par l'arrivée de guerriers Huns et Alains en quête de pillage. Face à la supériorité numérique de leurs adversaires, Saturninus estime ne plus pouvoir tenir sa position et ordonne le repli de ses troupes. 

#### Repli tactique et bataille de Dibaltum (novembre 377)
Durant la retraite de l'armée romaine, un détachement composé de cavaliers lourds et de fantassins commandé par le tribun des scutaires Barzimer s'installe devant les murs de Dibaltum. Les Romains sont surpris par l'arrivée des Goths et forcés de mener bataille. Après un combat frontal d'infanterie, les troupes romaines sont enveloppées par les flancs par la cavalerie gothique, et anéanties. L'utilisation de cette tactique constitue selon l'historien Philippe Richardot « une répétition d'Andrinople à une échelle moindre ».

#### Pillage de la Thrace par les Goths (hiver 377 - printemps 378)
La bataille de Dibaltum et le repli de l'armée romaine au Sud des monts Hémus laissent le champ libre aux Goths pour piller la Thrace jusqu'à la province de Rhodope.   
Valens réclame à son neveu Gratien le secours de l'un de ses généraux, Sébastien, qui se met au service de l'empereur d'Orient. Le général devient magister peditum à la place de Trajan, à qui Valens reproche les lourdes pertes de la bataille des Saules. Sébastien adopte une nouvelle stratégie. Il répartit ses troupes dans les villes fortifiées de la région, d'où celles-ci lancent des raids contre les armées barbares isolées.  
À la fin de l'automne, le duc de Valérie Frigérid, général de l'Empire romain d'Occident, inflige une sévère défaite aux Goths de Farnobius alliés aux Taïfales près de Béroia. Les survivants de la bataille sont installés dans les régions de Parme, de Modène et de Reggio,. En dépit de ce succès, les Romains n'enregistrent aucun résultat décisif à la fin de l'année.  
En réaction aux attaques des Romains, Fritigern appelle les Goths dispersés dans la province de Thrace à se rassembler autour lui, soit pour affronter l'armée romaine dans une bataille décisive, soit pour éviter l'anéantissement de troupes gothiques éparses. 

### 378: la bataille d'Andrinople

#### Arrivée de Valens en Thrace (juin 378)

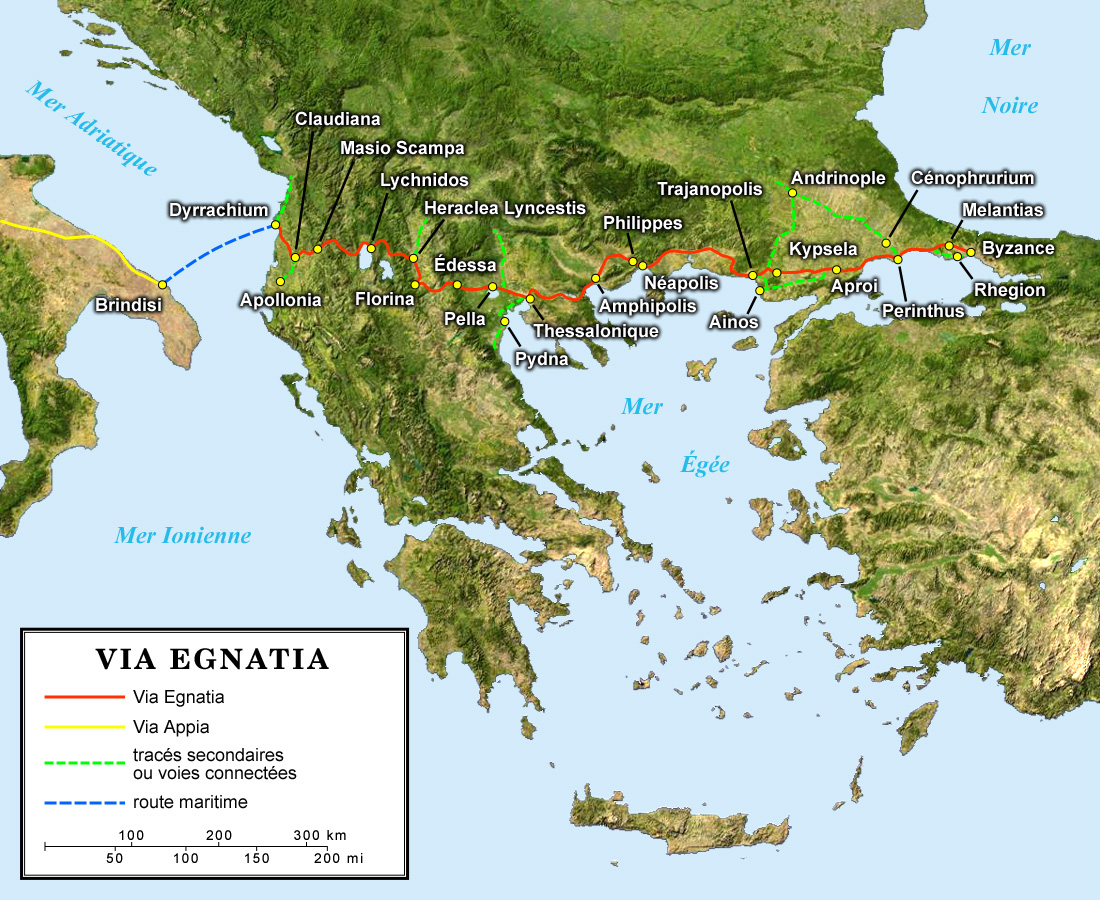
La via Egnatia, menacée par l'avancée vers le Sud de l'armée de Fritigern

Au début de l'année 378, Valens décide avec Gratien, alors installé face à la frontière rhénane à Trèves, de mener une campagne conjointe dans les Balkans contre les Goths. Pour se désengager du front oriental, Valens accorde également de lourdes concessions aux Sassanides, notamment l'abandon des prétentions romaines sur l'Arménie. Il quitte ensuite Antioche pour Constantinople, où il arrive le 30 mai. Valens est accueilli dans la capitale par une populace mécontente qui lui reproche son manque d'efficacité pour repousser les Goths. Au cours de spectacles donnés dans l'hippodrome, le peuple demande des armes pour se défendre, ce que Valens refuse en quittant l'arène.
Après douze jours passés à Constantinople, l'empereur quitte la ville le 11 juin et se rend dans une villa impériale nommée Mélanthias à une cinquantaine de kilomètres de sa capitale. Il y séjourne un mois, peut-être pour réorganiser l'armée et son état-major et attendre les renforts promis par Gratien. Ammien Marcellin rapporte que l'empereur verse leurs soldes à ses troupes et s'applique à améliorer leur moral en prévision de l'affrontement contre les Goths.
En juillet, Sébastien, à la tête d'un détachement de 2 000 hommes, surprend et écrase une colonne de Goths chargée de butin près de Béroia. Cette défaite conduit Fritigern à changer de tactique et à se replier vers Cabylé avec ses troupes, dans une plaine où l'effet de surprise est impossible, avant de prendre la direction du Sud.
Valens est informé de cette victoire alors qu'il vient de gagner une station du cursus publicus appelée Niké, sans doute sur la route d'Andrinople. L'empereur s'y rend ensuite, fait restaurer les fortifications et installe son camp sous les murs de la ville. Son objectif est d'empêcher que la route traversant les Balkans d'Est en Ouest, la via Egnatia, ne soit coupée par les Goths.

#### Défaite de l'armée romaine d'Orient à Andrinople (9 août 378)

La première phase de la bataille d'Andrinople. L'armée romaine engage les soldats de Fritigern, réfugiés derrière le cercle de leurs charriots, avant d'être surprise par l'attaque de la cavalerie gothique sur ses flancs.

Parti d'Italie en avril, Gratien ne parvient quant à lui qu'avec un léger détachement à Castra Martis en Mésie au début du mois d'août. L'empereur d'Occident doit en effet faire face depuis le mois de février à un nouveau conflit ouvert avec les Alamans du roi Priarius sur le cours supérieur du Rhin, et a choisi de renvoyer une partie de ses troupes sur la frontière rhénane.
Gratien, qui est alors atteint d'une forte fièvre, doit de surcroît faire face aux attaques des Alains, qui harcèlent l'armée romaine en profitant de ses difficultés. Dans une lettre qu'il fait remettre le 7 août par l'intermédiaire du comte Richomer à Valens, Gratien enjoint son oncle à ne pas engager le combat avant son arrivée. 
Fritigern, de son côté, fait porter dans la nuit du 8 au 9 août une offre de « paix perpétuelle » par un prêtre à l'empereur en échange de l'octroi d'un statut de roi client en Thrace. Sur la foi d'informations erronées de ses éclaireurs, Valens pense avoir face à lui une armée d'à peine 10 000 guerriers. Confiant dans la supériorité de ses troupes, fortes de 15 000 à 30 000 hommes, et peut-être jaloux des succès de Sébastien et de Gratien selon Ammien Marcellin, Valens décide d'engager la bataille, sans attendre l'arrivée des troupes de l'Empire romain d'Occident - et ce malgré l'avis contraire de certains de ses généraux comme Victor,.
Le 9 août au matin, les troupes romaines se mettent en marche vers le camp des Goths, qu'elles atteignent vers 14 h, épuisées et assoiffées en raison de la chaleur du jour et de la difficulté du terrain. Alors que Valens s'apprête à envoyer le général Richomer en ambassade afin d'examiner les dernières offres du camp adverse, le combat s'engage spontanément après que deux unités d'auxiliaires archers commandées par Cassio et Bacurius ait lancé leur attaque. La bataille semble tout d'abord tourner à l'avantage des Romains, mais ceux-ci sont surpris par l'arrivée de cavaliers huns, alains et greuthunges sur leurs flancs. En fin d'après-midi, la ligne de l'infanterie romaine se disloque. Les unités qui ne réussissent pas à s'enfuir sont écrasées par l'armée gothique.
Les pertes du côté romain sont lourdes. Dans la déroute, l'empereur Valens disparait et son corps n'est jamais retrouvé. De plus, 35 commandants d'unités ou tribuns affectés à l'état-major ainsi que les deux généraux commandant l'infanterie, Sébastien et Trajan, sont tués au cours de la bataille.

#### Sièges d'Andrinople et de Constantinople (été 378)
Après leur victoire, les Goths poursuivent les hostilités. Contre l'avis de Fritigern, les Goths mettent le siège devant la ville d'Andrinople où se trouve le trésor impérial ainsi qu'une partie des survivants de la bataille. Après trois jours de combats acharnés, ceux-ci sont repoussés par les défenseurs de la ville. 
Avec leurs alliés huns et alains, les Goths se dirigent par la suite vers Périnthe, dont ils ravagent la campagne, avant de se porter vers Constantinople. Après s'être heurtés aux murs de la ville, ils sont mis en déroute après un féroce combat par la cavalerie des auxiliaires tanukhides de l'armée romaine, qui terrorisent les Goths. Ayant échoué à s'emparer de ces deux villes, l'armée gothique se replie vers la Thrace. Les troupes conduites par Alatheus et Saphrax, composées de Greuthunges, de Huns et d'Alains, se séparent alors des Thervinges, peut-être en raison de la difficulté à trouver suffisamment de nourriture. Elles franchissent le col de Succi avant de se diriger vers la Pannonie.

#### Les suites de la bataille d'Andrinople du côté romain
Informé de la défaite de Valens par le maître de cavalerie Victor, l'empereur romain d'Occident Gratien se retire à Sirmium, entouré de ses généraux. Il nomme deux nouveaux maîtres des milices pour rétablir la situation militaire en Orient, mais attend jusqu'en janvier de l'année suivante avant de nommer un nouvel Auguste pour la partie orientale de l'Empire. 
La défaite d'Andrinople provoque un choc dans l'Empire romain. Ammien Marcellin déplore la barbarisation de l'armée et compare le désastre d'Andrinople à celui de la bataille de Cannes en 216. Julius, maître des milices en Orient, fait exécuter tous les Goths récemment engagés dans les troupes stationnées dans les régions sous son commandement dans les mois suivant la bataille pour garantir la stabilité dans les provinces orientales. 
Selon Théodoret de Cyr, Gratien aurait rappelé d'Espagne le général Théodose après la bataille d'Andrinople et lui aurait confié le commandement des opérations en Thrace. Ce général d'origine espagnole, âgé de 32 ans, avait exercé un commandement militaire en Mésie première et remporté une victoire contre les Sarmates, avant de subir la disgrâce de son père Théodose l'ancien en 376 pour des raisons confuses.  
Toujours selon Théodoret de Cyr, Théodose aurait remporté plusieurs succès militaires à l'automne 379, qui lui auraient permis de devenir un candidat potentiel à la pourpre. Pierre Maraval estime néanmoins cette version peu vraisemblable en raison des délais de déplacement dans l'Empire - qui n'auraient pas permis au général romain de se rendre avant le début de l'hiver sur le théâtre des opérations.

### 379-382: Théodose Ieret la fin de la guerre

#### Début de reprise en main par les Romains dans les Balkans (379)

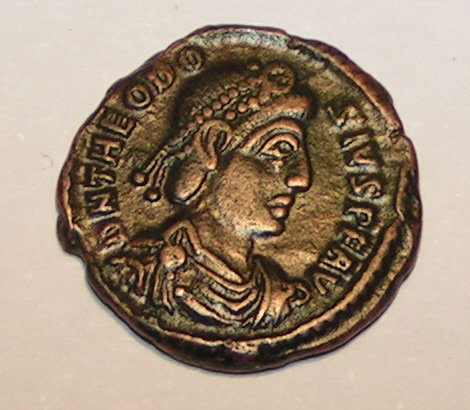
Monnaie présentant le buste de l'empereur Théodose IEr

Le 19 janvier 379, l'empereur Gratien proclame Théodose empereur à Sirmium en lui confiant l'Orient, la Macédoine, la Dacie et l'Illyrie. Selon Pierre Maraval, la nomination de Théodose, un jeune général qui n'était pas le plus expérimenté de l'Empire romain, pourrait s'expliquer par les nombreuses relations dont jouit Théodose à la cour de Gratien - notamment le général Timasius, espagnol comme lui, et les généraux Victor et Saturninus. Pierre Maraval mentionne l'hypothèse d'une nomination imposée par ses généraux à l'empereur d'Occident.
Après la nomination de Théodose, les deux empereurs se concentrent sur le rétablissement de la situation en Thrace. La mort du souverain sassanide Chapour II et sa succession troublée, qui détournent la Perse de toute entreprise contre l'Empire romain, permettent à Gratien et à Théodose de concentrer tous leurs efforts dans les Balkans.
Les deux empereurs combattent ensemble en Thrace durant le printemps 379 sans que le détail de leurs opérations ne nous soit parvenu. En juin, Théodose s'installe à Thessalonique. Gratien, quant à lui, repart vers l'Italie. Il atteint Aquilée le 5 juillet et est de retour dans ses quartiers d'hiver à Trèves le 14 septembre. Le 6 juillet, Théodose rétablit les communications avec l'empire d'Occident via la vallée de la Save.
Théodose engage une vaste réorganisation de l'armée pour compenser les pertes subies lors de la défaite d'Andrinople, notamment en recrutant des soldats parmi les barbares ayant envahi l'empire en 376. Il transfère deux légions stationnées en Égypte dans les Balkans (la IIIe légion dioclétienne et la Ire légion Maximiana), en les remplaçant dans leur terre d'origine par plusieurs corps de troupes d'origine barbare. Théodose s'attache également à mélanger les effectifs barbares aux effectifs romains et légifère sur le recrutement pour s'assurer de la bonne qualité des nouvelles recrues.
Théodose renouvelle son état-major en confiant le commandement militaire pour le diocèse de Thrace à Modares, un prince goth de haut lignage, père du futur roi Wallia et beau-père d'Alaric, et apparenté au roi thervinge Athanaric. Ayant traversé le Danube en 376, Modares s'était récemment rallié à l'armée romaine. Il remporte à l'été ou à l'automne une victoire contre les Goths en s'emparant de plus de 4 000 chariots. Ce fait d'arme, le seul rapporté par l'historien Zosime, permet au nouvel empereur d'Orient d'annoncer une victoire à Constantinople le 17 novembre 379.

#### Campagne en Thrace et en Macédoine (380)
Au printemps 380, les Goths menés par Fritigern reprennent l'initiative en envahissant la Thessalie, l'Épire et l'Achaïe. Théodose fait campagne en Macédoine contre les Goths. En avril-mai, son camp est attaqué par surprise et l'empereur est menacé d'être pris. Le 12 juin, l'empereur regagne Thessalonique, d'où il lance un appel à l'aide à Gratien, alors installé à Aquilée.
L'empereur romain d'Occident lui envoie une armée commandée par le maître des milices d'origine franque Bauto, secondé par son fils Arbogast, qui repoussent les Goths en Thrace. Une seconde armée commandée par Vitalianus se montre moins efficace en Macédoine. Gratien lui-même se rend à Sirmium, où il s'établit pendant une année. L'empereur d'Occident intervient en Pannonie, où s'est réfugié en 378 le groupe composite de Goths Greuthunges, de Huns et d'Alains menés par Alatheus et Saphrax. Après avoir remporté la victoire sur les barbares, Gratien leur accorde le statut de fédérés et les installe dans la province selon l'historien Jordanès.
Théodose approuve le traité conclu par son collègue. Il parvient dans la première moitié de l'année 380 à repousser les Goths au nord de la Thrace, au-delà des monts Hémus. Il se rend par la suite à Andrinople le 17 août puis à Sirmium le 8 septembre, où il rencontre Gratien. L'empereur d'Occident regagne par la suite la Gaule, menacée par les Alamans.

#### Ralliement du roi Athanaric et derniers troubles (381)
Le 11 janvier 381, le vieux roi thervinge Athanaric se rend à Constantinople et demande l'asile à Théodose, qui l'accueille avec les honneurs. Il meurt le 25 janvier et reçoit des funérailles royales qui impressionnent favorablement les Goths. Ce ralliement infléchit aussi la position des Romains. Dans un discours prononcé le 19 janvier à l'intention de l'empereur, l'orateur Thémistios évoque la possibilité de faire la paix avec les Goths.
Certains des compagnons d'Athanaric repartent au-delà du Danube, quand d'autres s'installent sur les rives du fleuve où, selon Zosime, « ils empêchèrent pour longtemps les attaques contre les Romains ».
Théodose négocie un deuxième traité avec Alatheus et Saphrax, les autorisant à s'établir avec des fonctions militaires permanentes dans l'empire.
D'autres combats se déroulent en Thrace. L'historien Zosime mentionne des affrontements entre les Romains et les Skires, les Daces et les Huns, constituant peut-être des groupes errants dans la province de Thrace.

#### Conclusion d'un traité de paix (3 octobre 382)
En 382, l'empereur Théodose envoie le maître des milices Flavius Saturninus négocier un trait de paix avec les Goths. Le 3 octobre 382, les deux parties parviennent à un accord, par lequel les Goths sont installés par fœdus en Mésie et en Thrace. En échange, les Goths s'engagent à défendre les frontières de l'Empire.

## Conséquences
L'analyse des conséquences de la guerre des Goths se focalisent essentiellement sur le choc de la bataille d'Andrinople, principale bataille du conflit, et sur l'installation des Goths dans l'Empire en l'absence de victoire décisive des armées romaines.

### Analyses contemporaines
Après la bataille d'Andrinople, certaines factions religieuses de l'Empire interprètent la défaite de l'armée romaine comme un châtiment divin. Les partisans du christianisme nicéen, à l'instar d'Ambroise de Milan, présentent celle-ci comme la conséquence de la politique religieuse de Valens en faveur des chrétiens homéens.
Les païens y voient quant à eux la résultante de l'abandon des anciens dieux. Parmi eux, le rhéteur Libanios se dit « convaincu que la colère des Dieux contre [les Romains] est la cause [de cette défaite] ».
Pour l'historien Rufin d'Aquilée, la défaite d'Andrinople constitue « le commencement du malheur pour l'empire romain, maintenant et pour la suite ».

### L'installation des Goths dans l'Empire
La conséquence immédiate du traité de paix de 382 consiste en l'installation des Goths en Mésie et en Thrace en l'absence de victoire militaire préalable, ce qui divergeait notablement de la pratique habituelle du fœdus par les Romains. 
Certains historiens ont cherché à relativiser la nouveauté induite par ce traité. Pour l'historien goth Jordanès écrivant au VIe siècle, le traité conclu avec Théodose représente un simple renouvellement du traité de Constantin en 332, qui avait déjà établi les Goths comme fédérés de Rome.
Pierre Maraval souligne quant à lui la réussite de la pacification de la Thrace après l'installation des Goths. L'historien insiste également sur l'aide déterminante apportée par les fédérés Goths lors des campagnes de Théodose contre Maxime en 388 et Eugène en 394. Au cours de la bataille de la Rivière froide, les 5 et 6 septembre 394, les troupes gothiques menées par Gaïnas et Bacurius se révèlent ainsi déterminantes.

### Rôle dans la chute de l'Empire romain d'Occident
Pour plusieurs historiens modernes, l'incapacité de l'Empire romain à vaincre les Goths et leur installation dans l'Empire représente une étape cruciale dans la chute de l'Empire romain d'Occident.
Edward Gibbon critique Montesquieu, qui, dans son ouvrage Considérations sur les causes de la grandeur des Romains et de leur décadence, semble selon lui minorer les conséquences de l'invasion des Goths sur le devenir de l'Empire romain. L'historien britannique relève que « les Goths ne sortirent plus du territoire de l’Empire romain » après Andrinople, et y voit « la cause immédiate et principale de la chute de l’Empire des Romains dans l’Occident ».
L'historien Henri Stein affirme que la bataille d'Andrinople « signifie réellement pour l'Empire universel de Rome le commencement de la fin ». Dans son Histoire des Romains, l'historien Victor Duruy écrit de même après avoir évoqué la bataille : « Nous pourrions nous arrêter ici, car de Rome il ne reste rien : croyances, institutions, curies, organisation militaire, arts, littérature, tout a disparu ».
L'historien André Piganiol critique quant à lui l'accord de 382 qu'il présente comme un « traité honteux [...] qui marque la fin de l'empire romain ».